# Campeonato de Finlandia de Ciclismo en Ruta

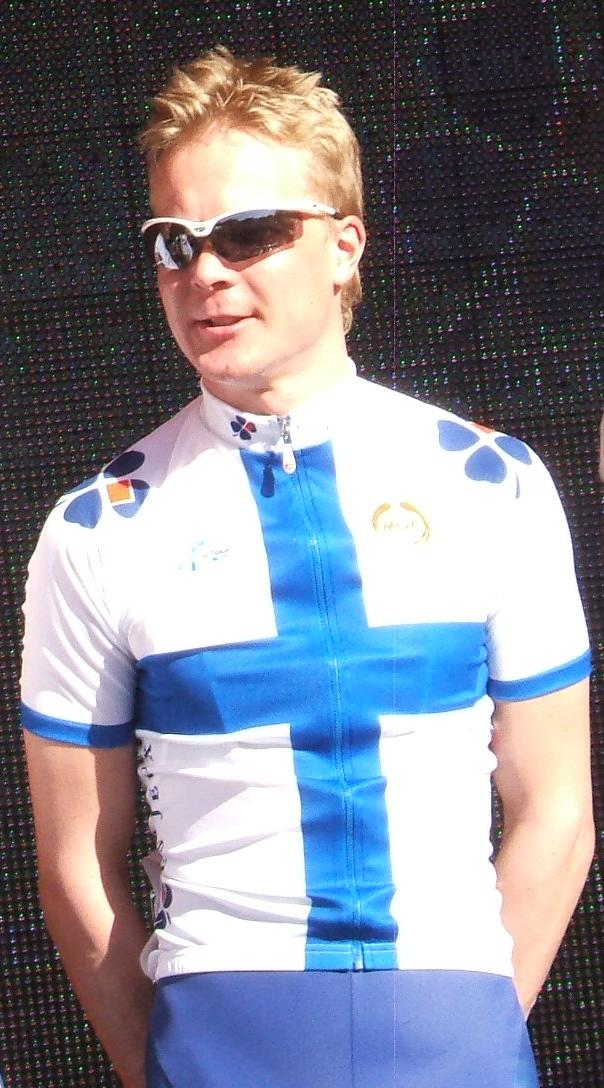
Jussi Veikkanen con el maillot de campeón nacional.

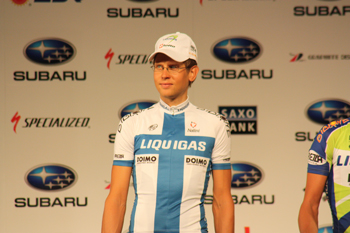
Kjell Carlström cuatro veces campeón nacional.

Los Campeonatos de Finlandia de Ciclismo en Ruta se organizan anualmente desde el año 1983 para determinar el campeón ciclista de Finlandia de cada año. El título se otorga al vencedor de una única carrera. El vencedor obtiene el derecho a portar un maillot con los colores de la bandera de Finlandia hasta el Campeonato de Finlandia del año siguiente.

## Palmarés
| Año       | Ganador               | Segundo             | Tercero               |
| 1911      | Juho Jaakonaho        |                     |                       |
| 1912      | Antti Raita           |                     |                       |
| 1913      | Antti Raita           |                     |                       |
| 1914      | Juho Jaakonaho        |                     |                       |
| 1915      | Juho Jaakonaho        |                     |                       |
| 1916–1920 | No se organizó        | No se organizó      | No se organizó        |
| 1921      | Juho Jaakonaho        |                     |                       |
| 1922      | No se organizó        | No se organizó      | No se organizó        |
| 1923      | Raul Hellberg         |                     |                       |
| 1924      | Raul Hellberg         |                     |                       |
| 1925      | Raul Hellberg         |                     |                       |
| 1926      | Raul Hellberg         |                     |                       |
| 1927      | Raul Hellberg         |                     |                       |
| 1928      | Raul Hellberg         |                     |                       |
| 1929      | Raul Hellberg         |                     |                       |
| 1930      | Thor Porko            |                     |                       |
| 1931      | Raul Hellberg         |                     |                       |
| 1932–1935 | No se organizó        | No se organizó      | No se organizó        |
| 1936      | Thor Porko            |                     |                       |
| 1937–1945 | No se organizó        | No se organizó      | No se organizó        |
| 1946      | Paul Backman          |                     |                       |
| 1947–1950 | No se organizó        | No se organizó      | No se organizó        |
| 1951      | Thorvald Högström     |                     |                       |
| 1952      | Nils Olof Henriksson  |                     |                       |
| 1953      | Anders Ruben Forsblom |                     |                       |
| 1954      | Anders Ruben Forsblom |                     |                       |
| 1955      | Paul Nyman            |                     |                       |
| 1956      | Paul Nyman            |                     |                       |
| 1957      | Ole Wackström         |                     |                       |
| 1958      | Paul Nyman            |                     |                       |
| 1959      | No se organizó        | No se organizó      | No se organizó        |
| 1960      | Unto Hautalahti       |                     |                       |
| 1961      | Unto Hautalahti       |                     |                       |
| 1962      | Antero Lumme          |                     |                       |
| 1963      | Antero Lumme          |                     |                       |
| 1964      | Antero Lumme          |                     |                       |
| 1965      | Antero Lumme          |                     |                       |
| 1966      | Unto Hautalahti       |                     |                       |
| 1967–1968 | No se organizó        | No se organizó      | No se organizó        |
| 1969      | Kalevi Eskelinen      |                     |                       |
| 1970      | Mauno Uusivirta       |                     |                       |
| 1971      | Tapani Vuorenhela     | Harry Hannus        |                       |
| 1972      | Harry Hannus          |                     |                       |
| 1973      | Harry Hannus          |                     |                       |
| 1974      | Harry Hannus          |                     |                       |
| 1975      | Kari Puisto           |                     |                       |
| 1976      | Kari Puisto           |                     |                       |
| 1977      | No se organizó        | No se organizó      | No se organizó        |
| 1978      | Harry Hannus          |                     |                       |
| 1979      | Harry Hannus          |                     |                       |
| 1980      | Patrick Wackström     |                     |                       |
| 1981      | Patrick Wackström     |                     |                       |
| 1982      | Harry Hannus          |                     |                       |
| 1983      | Kari Myyryläinen      |                     |                       |
| 1984      | Harry Hannus          |                     |                       |
| 1985      | Kari Myyryläinen      |                     |                       |
| 1986      | Kari Myyryläinen      |                     |                       |
| 1987      | No se organizó        | No se organizó      | No se organizó        |
| 1988      | Jari Lähde            |                     |                       |
| 1989      | Kimmo Karhu           |                     |                       |
| 1990–1994 | No se organizó        | No se organizó      | No se organizó        |
| 1995      | Esa Skyttä            |                     |                       |
| 1996      | Joona Laukka          | Esa Skyttä          | Kari Myyryläinen      |
| 1997      | Mika Hietanen         | Kjell Carlström     | Marek Salermo         |
| 1998      | Esa Skyttä            | Kjell Carlström     | Mika Hietanen         |
| 1999      | Mika Hietanen         | Jukka Heinikainen   | Christian Selin       |
| 2000      | Kjell Carlström       | Esa Skyttä          | Patrick Hänninen      |
| 2001      | Christian Selin       | Jukka Heinikainen   | Joona Laukka          |
| 2002      | Jukka Heinikainen     | Jussi Veikkanen     | Kjell Carlström       |
| 2003      | Jussi Veikkanen       | Kjell Carlström     | Oscar Stenström       |
| 2004      | Kjell Carlström       | Oscar Stenström     | Jussi Veikkanen       |
| 2005      | Jussi Veikkanen       | Marek Salermo       | Oscar Stenström       |
| 2006      | Jussi Veikkanen       | Mika Nieminen       | Tommi Martikainen     |
| 2007      | Matti Pajari          | Kjell Carlström     | Tero Hämeenaho        |
| 2008      | Jussi Veikkanen       | Kjell Carlström     | Matti Helminen        |
| 2009      | Kjell Carlström       | Matti Helminen      | Matti Pajari          |
| 2010      | Jussi Veikkanen       | Kjell Carlström     | Kimmo Kananen         |
| 2011      | Kjell Carlström       | Paavo Paajanen      | Tommi Martikainen     |
| 2012      | Jarkko Niemi          | Mikko Kejo          | Mika Simola           |
| 2013      | Jussi Veikkanen       | Paavo Paajanen      | Mika Simola           |
| 2014      | Jussi Veikkanen       | Joonas Henttala     | Samuel Pökälä         |
| 2015      | Samuel Pökälä         | Jussi Veikkanen     | Matti Helminen        |
| 2016      | Jesse Kaislavuo       | Petter Mattsson     | Tommi Martikainen     |
| 2017      | Matti Manninen        | Jaakko Hänninen     | Sasu Halme            |
| 2018      | Anders Bäckman        | Sauli Pietikainen   | Lauri Seppä           |
| 2019      | Arto Vainionpää       | Anders Bäckman      | Joni Kanerva          |
| 2020      | Anti-Jussi Juntunen   | Ukko Peltonen       | Joonas Henttala       |
| 2021      | Joonas Henttala       | Ukko Peltonen       | Anti-Jussi Juntunen   |
| 2022      | Anders Bäckman        | Riku Övermark       | Anti-Jussi Juntunen   |
| 2023      | Anti-Jussi Juntunen   | Oskari Kolehmainen  | Axel Källberg         |
| 2024      | Jaakko Hänninen       | Anti-Jussi Juntunen | Karl-Nicolas Grönlund |
| 2025      | Johan Nordlund        | Aku Nevalainen      | Vladyslav Makogon     |